# Willibald Besser

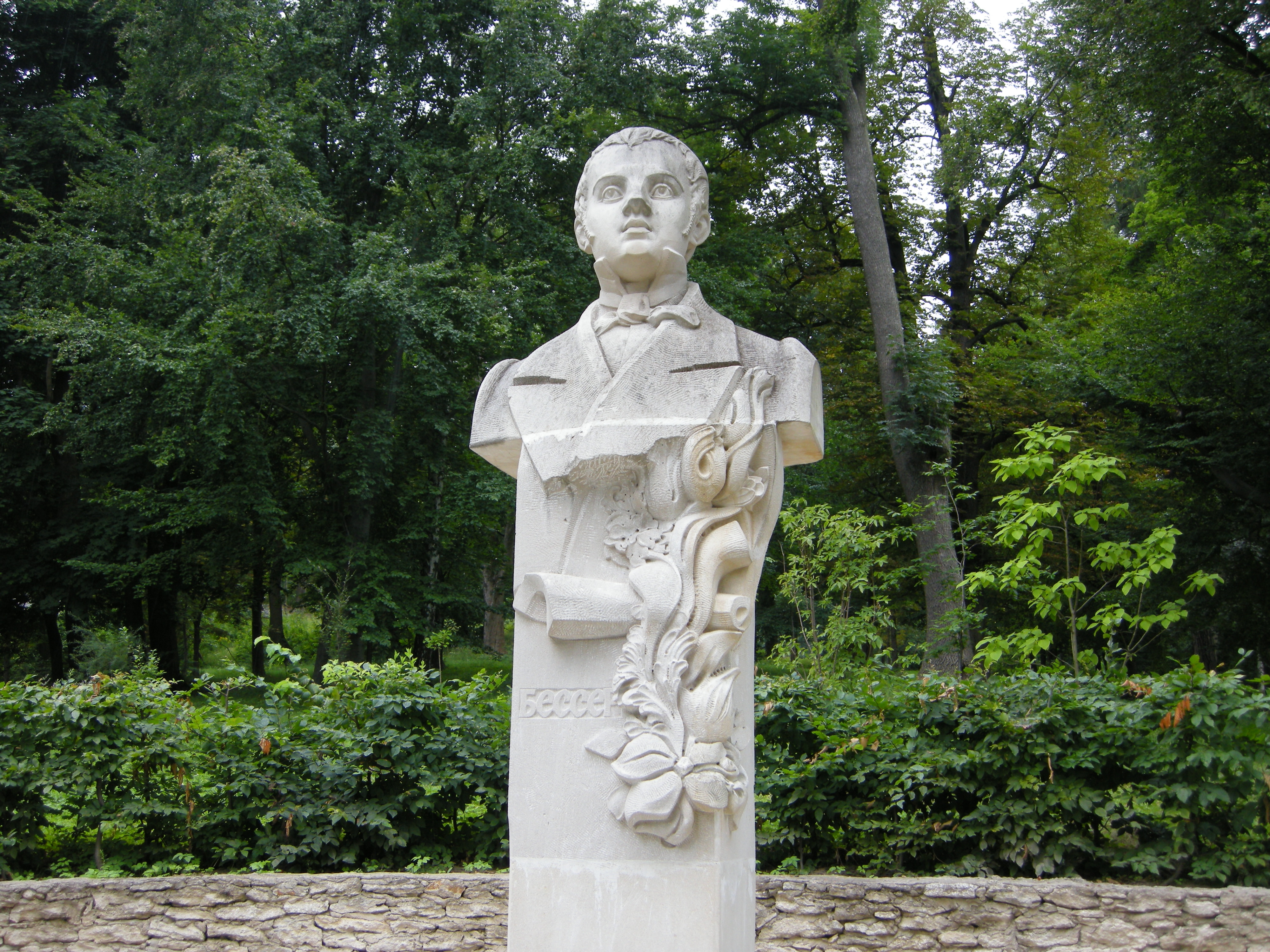
Pomnik w ogrodzie botanicznym w Krzemieńcu

Willibald Besser (właściwie: Suibert Józef Gottlieb, ur. 7 lipca 1784 w Innsbrucku, zm. 11 października 1842 w Krzemieńcu) – polski botanik i florysta pochodzenia niemieckiego, badacz flory Galicji Wschodniej. Profesor Liceum Krzemienieckiego i dyrektor krzemienieckiego ogrodu botanicznego. Po likwidacji szkoły w został w 1834 profesorem botaniki na Uniwersytecie Kijowskim i do 1838 prowadził tam wykłady z botaniki. Przeszedł na emeryturę i w 1841 roku wrócił do Krzemieńca, gdzie zmarł w roku następnym.
W 1809 wydał w Wiedniu dwutomowe dzieło Primitiae florae Galiciae Austriacae utriusque, będące pierwszym kompleksowym opisem galicyjskiej flory. W pracy tej 24 gatunki zostały opisane po raz pierwszy dla nauki. Wśród nich znalazła się m.in. brzoza ojcowska, odkryta przez niego w 1805 r. w Dolinie Prądnika.
Skrót nazwiska tego botanika podawany po nazwach opisanych przezeń taksonów to Besser lub Bess.
Pochowany na cmentarzu Bazyliańskim w Krzemieńcu. Pomnik Bessera, jako jeden z nielicznych pośród innych polskich nagrobków na cmentarzu Bazyliańskim, zachował się w stanie czytelnym do dziś. W Krzemieńcu w tutejszym parku botanicznym znajduje się pomnik Wilibalda Bessera.

## Wybrane dzieła
- «Primitiae Florae Galiciae Austriacae Utrisque…» (1809), 2 tomy.
- «Enumeratio plantarum hucusque in Volhynia, Podolia, Gub. Kiioviensi...» (1822)
- «Apercu de la geographie botanique de Volhynie et de Podolie» (1823).